# Thyropygus crabilli
Thyropygus crabilli är en mångfotingart som beskrevs av Demange 1961. Thyropygus crabilli ingår i släktet Thyropygus och familjen Harpagophoridae. Inga underarter finns listade i Catalogue of Life.